# Villa Ada Savoia
La Villa Ada Savoia es un parque público con varios edificios históricos situado en la Via Salaria, en el barrio de Parioli al norte de Roma. Constituye el segundo parque público más grande de la capital (180 hectáreas), por detrás de la Villa Doria Pamphilj (184 hectáreas). 
Antiguamente fue un conjunto de fincas y propiedades agrícolas que fueron compradas por la familia Pallavicini a finales del siglo XVIII y unificadas y embellecidas con jardines. El aspecto y dimensiones actuales corresponde en gran medida a las trasformaciones realizadas por el primer rey de Italia, Vittorio Emanuele II, a partir de 1872 y que tuvieron como núcleo la antigua propiedad Pallavicini. Durante el período de Entreguerras fue la principal residencia del rey Vittorio Emanuele III y su familia, y en la villa fue destituido y arrestado el dictador Benito Mussolini en julio de 1943. Parcialmente confiscada después de la caída de la monarquía, desde 1958 la Villa Ada Savoia es un parque público.

## Historia

### La Antigüedad y Edad Media
En el actual Monte Antenne situado en el extremo norte del parque y ocupado por el homónimo fuerte, se encuentran restos de un asentamiento urbano datable al siglo VIII a. C., conocido con el nombre de Antemnae (del latín ante amnem, es decir «delante del río») en referencia al punto en el que el Aniene se une al Tíber. Otro elemento geográfico esencial era la cercanía a la antigua Via Salaria, la más antigua de todas las vías consulares romanas, y calle fundamental para el comercio de la sal, que los primeros romanos tenían que importar del mar Adriático.
Dionisio, Livio y Plutarco lo recuerdan en lucha contra Roma para vengar el rapto de las sabinas debido a que muchas de las mujeres raptadas provenían de este asentamiento.
La tradición atribuye la fundación del asentamiento a los latinos, aunque otras referencias citan a los sículos. Pese a la importancia estratégica de la población, ésta fue declinando a medida que Roma crecía, convirtiéndose en un mero suburbio. En época imperial, el Acueducto Vergine cruzaba parte de la villa y en el subsuelo se situaban las llamadas Catacumbas de los Jordanos (Cimitero dei Giordani) de mediados del siglo III a mediados del VI, y excavadas entre 1966 y 1969. En el extremo norte de la villa también destacan las célebres catacumbas de Priscila.
Con la caída del Imperio Romano, el área fue devastada por los godos entre 537-538, y poco después el papa Vigilio encargó la restauración de los mausoleos y los sepulcros. A partir del siglo VIII la zona, antaño muy frecuentador por los peregrinos, cayó en el olvido, siendo ocupada por pequeñas fincas y granjas.

### La villa de los Pallavicini y los Potenziani
A mediados del siglo XVIII, el área al oeste de la Via Salaria actualmente ocupada por la villa, se encontraba dividida en tres propiedades de sur a norte: la vigna de monseñor Natale Salicetti, la del abogado Domenico Calzamiglia y la del señor Michele Capocaccia. Entre 1785 y 1789 el príncipe Luigi Pallavicini adquirió las tres.
El príncipe fusionó las tres propiedades, modificando el terreno, los jardines y ampliando y mejorando los edificios. El antiguo Casino Calzamiglia se destinó a pasar la villeggiatura renombrándose Casino Pallavicini. El arquitecto francés Auguste Cheval de Saint Hubert fue el encargado de sistematizar el jardín, pero por desavenencias con el príncipe fue sustituido por el italiano Francesco Bettini, que ya había diseñado la villa del cardenal Giuseppe Maria Doria Pamphili (actualmente parte de la Villa Borghese).
Las obras del jardín, finalizadas hacia 1792, dieron como resultado un jardín formal de impronta italiana y francesa adornado con caprichos que se alejaba del jardín inglés de moda en la época. No obstante, el príncipe disfrutó poco de la villa, pues en 1804 la alquiló a monseñor Stanislao Sanseverino y en 1826 la puso en venta, aunque ésta no se hizo efectiva hasta después de su muerte en 1835.
El marqués Ludovico Potenziani, gobernador de la Banca Romana, adquirió la finca en los años 30 del siglo XIX. No introdujo cambios notables, y en la propiedad primó el aspecto agrícola y productivo más que el de recreo. Su hijo Giovanni Gabrinski Potenziani vendió  la propiedad en 1872 al rey Vittorio Emanuele II, cosa que debió impulsar su carrera política, siendo nombrado más tarde senador y príncipe.

### Las transformaciones con los Saboya
Tras el traslado de la capital de Italia a Roma en julio de 1871, el rey Vittorio Emanuele II, amante del campo y la caza, decidió adquirir dos fincas en las afueras de la ciudad. Una de ellas, la Villa Malatesta en la Via Nomentana, se destinó a su esposa morganática la condesa de Mirafiori; y la otra, la antigua Villa Pallavicini-Potenziani, a él y a la familia real. De 1872 a 1876, el monarca adquirió también otras fincas colindantes, con lo que la propiedad final alcanzó las 160 hectáreas, multiplicando por diez su extensión original.
El monarca realizó entonces grandes transformaciones en la propiedad, encargando al hamburgués Emilio Richter la transformación de la entera propiedad en un amplio parque a la inglesa poblado de plantas exóticas. Aunque el Quirinal era la residencia principal de la familia real, la nueva villa se dotó de nuevos edificios para poder albergar cómodamente al soberano y su familia, como la Palazzina Reale y nuevos establos e invernaderos. Las amplias transformaciones vieron su fin en enero de 1877, aunque Vittorio Emanuele II apenas pudo disfrutarla, falleciendo un año después.
Poco después de su ascensión al trono, el nuevo monarca Humberto I vendió la villa al conde Giuseppe Telfner, administrador de las propiedades reales, que renombró la propiedad "Villa Ada" en honor a su esposa Ada Hungerford. El hecho que la villa fuera vendida por una cantidad muy inferior a lo que valía, ha hecho sospechar que fue una maniobra especulativa del conde, que era propietario de la Banca Romana a la que vendió la villa en 1893 con el objetivo de parcelarla y construir nuevos barrios. No obstante, la crisis económica y la fallida de la Banca Romana impidieron tal operación. En 1904, la villa fue de nuevo adquirida por los Saboya, en este caso por el sucesor de Umberto I, Vittorio Emanuele III, rey desde 1900. El monarca la cedió simbólicamente a su esposa la reina Elena y fue renombrada "Reale Villa Savoia".
En un principio la Villa Savoia solo se destinó a breves excursiones, aunque entre 1904 y 1906 se construyó una monumental puerta de entrada en Via Salaria flanqueada por una vaquería y la casa del conserje, y en 1914 la familia real eligió la villa para pasar unas Navidades íntimas. Al día siguiente la reina daría a luz a la princesa María.

### La residencia real

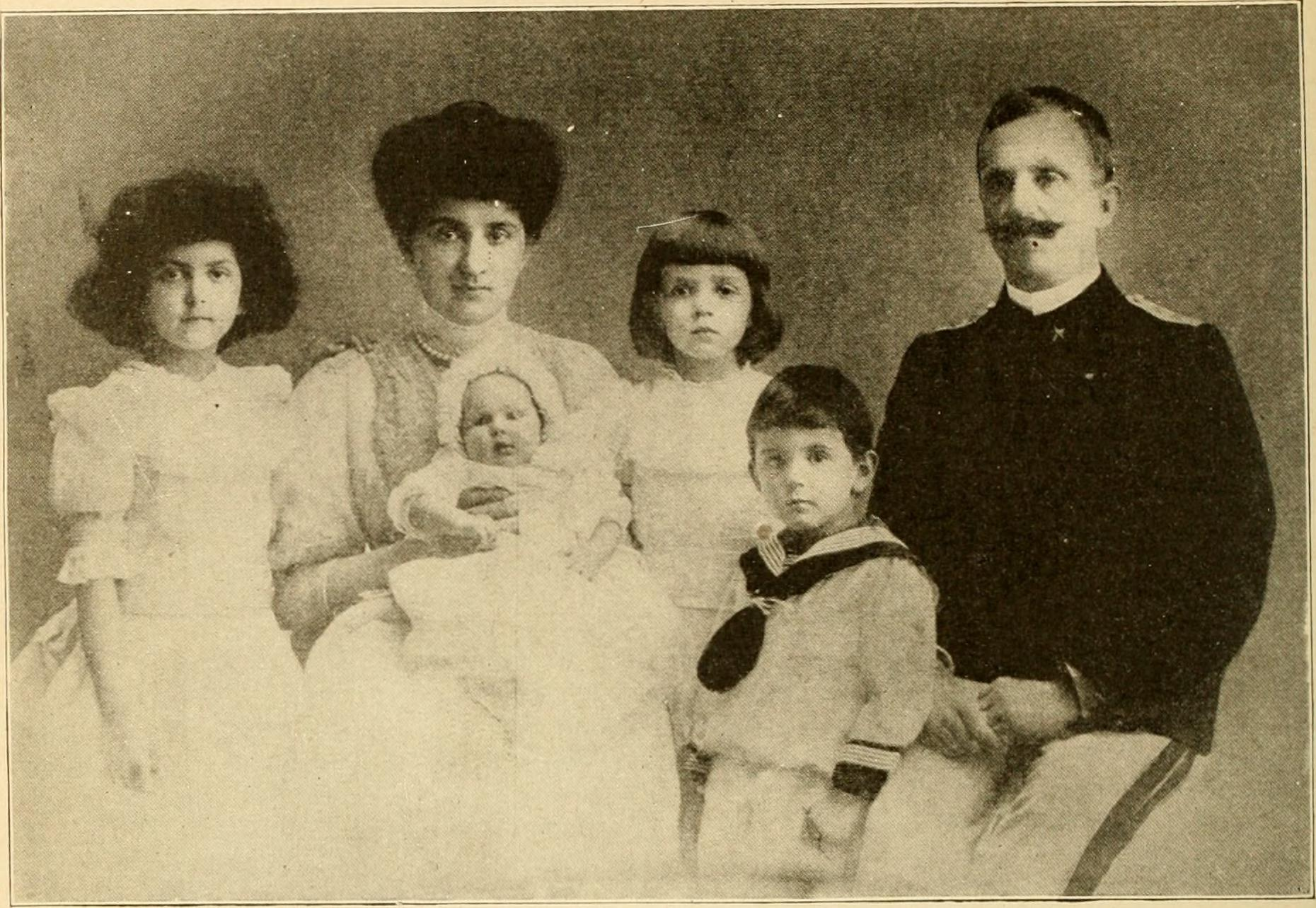
La Familia Real en 1914:la princesa Yolanda, la reina Elena con la princesa María, la princesa Mafalda, el príncipe Umberto y el rey Vittorio Emanuele III.

En 1919, tras la Primera Guerra Mundial, la Villa Savoia se convirtió en la residencia de la familia real, mientras que el Quirinal solo se destinó a funciones oficiales. En la villa la familia real llevó un vida aburguesada lejos de la etiqueta de la corte. Numerosas transformaciones tuvieron lugar en este periodo de entreguerras, como la modificación de algunos edificios y zonas verdes.
Entre 1925-1930 una antigua villa en el extremo oeste de la propiedad se adaptó como residencia de la princesa Mafalda y su marido el landgrave Felipe de Hesse-Kassel, se la rebautizó "Villa Polissena" en honor a la reina Polixena, esposa de Carlos Manuel III de Saboya. En esta nueva villa el landgrave Felipe mandó erigir un cuidado jardín poblado de plantas exóticas y alcornoques traídos de Cerdeña; el jardín se dividía en tres zonas, el jardín italiano, el jardín pompeyano y el jardín japonés.
En 1935, el duque de Grazzano supervisó varias obras de ampliación y mejora en la Palazzina Reale. Y en 1936, el landgrave Felipe creó un nuevo jardín italiano en el lado sur del palacio, estaba conformado por parterres, pérgolas y terrazas conectadas por escalinatas; y se le añadieron, además, estatuas, sarcófagos, fuentes y jarrones. La reina Elena podía acceder a él directamente desde tu estudio privado.
Entre 1942-1943, por orden de Mussolini se edificó al norte de la Palazzina Reale un búnker anti bombardeos para la familia real.
Durante la Segunda Mundial, la Villa Savoia fue escenario de uno de los hechos más importantes de la historia reciente de Italia. En 24 de julio de 1943, el Gran Consejo del Fascismo votó la destitución simbólica de Mussolini. Al día siguiente, domingo, Vittorio Emanuele III hizo efectiva tal destitución durante la habitual entrevista semanal con Mussolini en la villa. El dictador fue arrestado y abandonó Villa Savoia en una ambulancia y custodiado por la policía.
Al alba del 9 de setiembre de 1943, un día después de anunciarse el armisticio, el rey y su familia abandonaron la Villa Savoia rumbo a Bríndisi, en un intento para evitar ser capturados por el ejército alemán. La Villa Savoia nunca volvería a alojar a ningún soberano.

### El parque público y la degradación

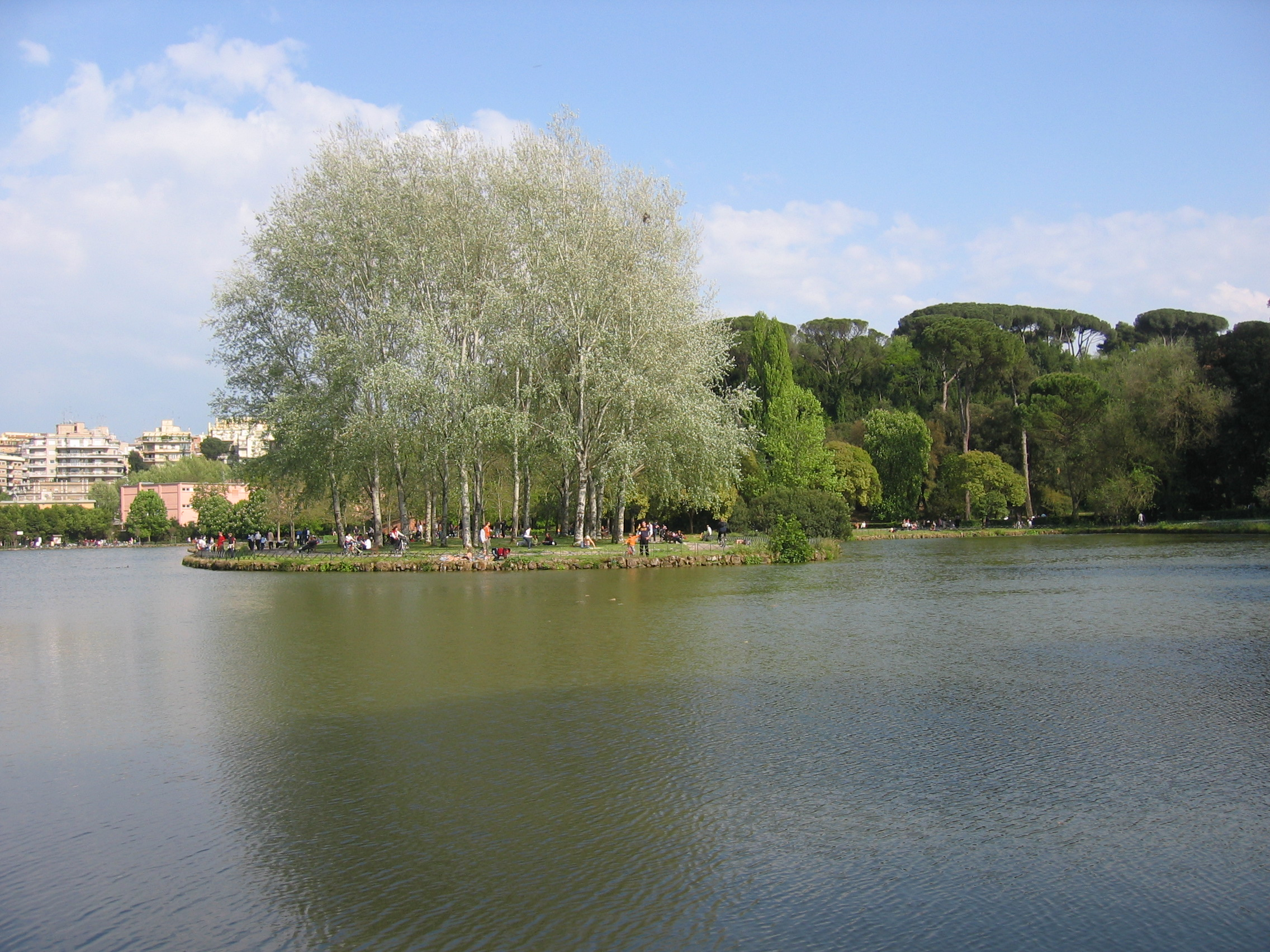
La isla del lago inferior.

Tras el fin de la guerra, varios hechos alteraron profundamente el estatus jurídico y el uso de la Villa Savoia: la caída de la monarquía (1946), la muerte de Vittorio Emanuele III abintestado (1947) y la nueva constitución republicana (1948). Consecuencia de todo ello fue la confiscación de las propiedades del exsoberano y de sus herederos varones, con lo que un quinto de la villa pasó en 1957 al Estado y se convirtió en parque público (34 hectáreas) y los restantes cuatro quintos (84 hectáreas) quedaron en manos de los Saboya. En los años 50 la antigua familia real cedió la Palazzina Reale al reino de Egipto en agradecimiento por haber acogido al exiliado Vittorio Emannuele III, la legación egipcia continúa usando el edificio.
La familia Saboya fue vendiendo distintas partes de la propiedad a lo largo de los años 60 y 80, y en 1996 el ayuntamiento de Roma se convirtió en el dueño de la mayor parte del parque.
En 2005 el alcalde Walter Veltroni propuso instalar el Museo del giuoco e del giocattolo (Museo del juego y del juguete) en los antiguos establos reales, que se encontraban abandonados. No obstante, ante las quejas del WWF y de Italia Nostra que el proyecto era invasivo e implicaría la tala de muchos árboles, el siguiente alcalde, Gianno Alemanno decidió cancelar el museo en 2008. Desde 2014 se viene denunciando el estado de degradación en que se encuentra el parque, con los edificios históricos llenos de grafitis, los carteles vandalizados, el parque lleno de basura y suciedad y la vegetación salvaje y sin cuidar.

## Edificios
El parque alberga en la actualidad numerosos edificios neoclásicos, historicistas y contemporáneos construidos desde el siglo XVII hasta los años 40 del siglo XX. La mayoría se sitúa flanqueando la Via Salaria y en el tercio sur del parque, núcleo original de la finca Pallavicini.

### LaPalazzina Reale

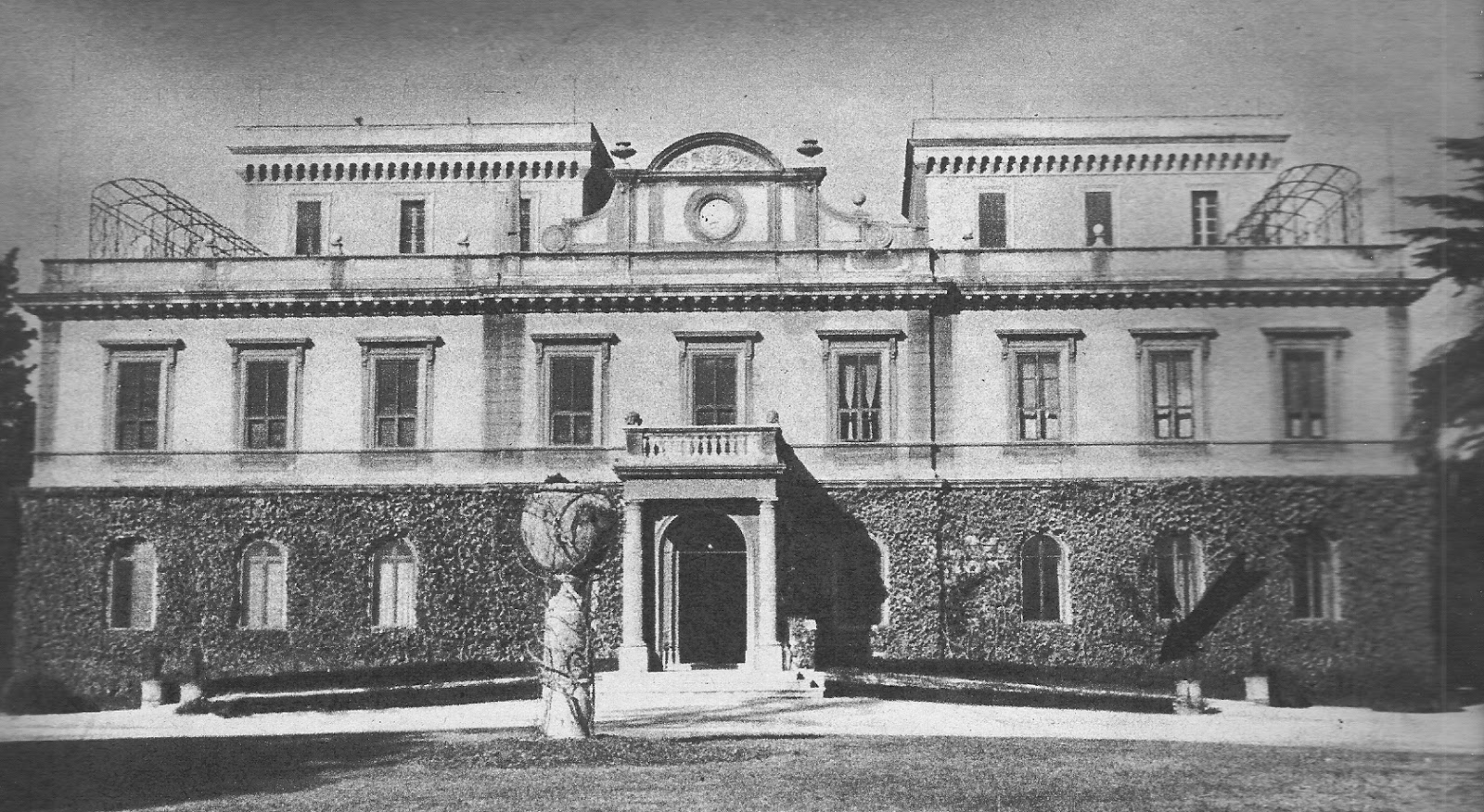
La Palazzina Reale en un fotografía antigua. La flecha indica el lugar donde fue arrestado Mussolini en 1943.

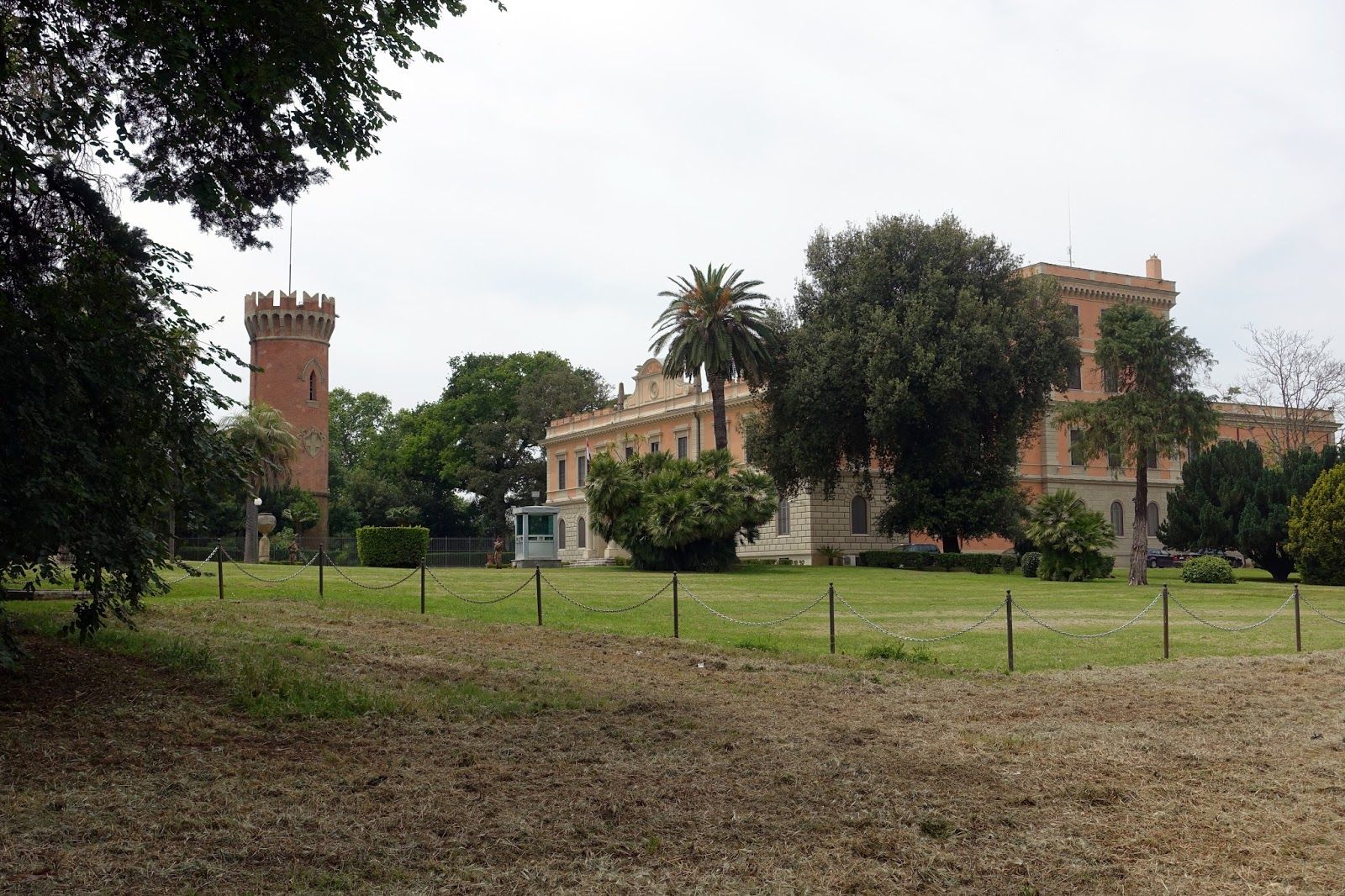
La Palazzina Reale.

También llamado Palazzo Nuovo, es el edificio más grande e históricamente importante de todo el parque, puesto que sirvió de residencia principal de la familia real de 1919 a 1943. Fue construido entre 1873 y 1875, mientras que la decoración y el amueblamiento tuvo lugar entre 1877 y 1878. La construcción corrió a cargo de los arquitectos de la Real Casa Gennaro Petagna y Ferdinando Mazzanti.
La Palazzina es un edificio neoclásico, de planta rectangular, con un patio acristalado en el centro y dos torres gemelas en la parte posterior parecidas a las de la Villa Borghese.
Cuando se convirtió en residencia real, fue reamueblado, entre 1919 y 1922, con muebles provenientes del castillo de Racconigi, que hasta entonces había sido la residencia veraniega de Vittorio Emanuele III y su familia. Un inventario de 1933 listaba las siguientes estancias en la planta baja: Salón amarillo contiguo a la Capilla, Antesala de la Capilla, Capilla Real, Sacristía, Salón de fumar, Salón esquinero, Galería de las porcelanas, Gran Salón central, Salón del Cinematógrafo, Biblioteca, Salón entre las dos bibliotecas, Salón de la biblioteca, Apartamento esquinero contiguo a la biblioteca y varios apartamentos numerados con letras. Siguiendo las costumbres burguesas, los aposentos privados y los dormitorios se encontraban en el primer piso.
Entre 1935 y 1936, el duque de Grazzano y el landgrave Felipe de Hesse Kassel dirigieron, respectivamente, la ampliación del palacio y del jardín ornamental circundante. En el segundo piso, entre ambas torres, se construyó el apartamento privado de la reina Elena, llamado "il Paradiso" y que incluía una cámara oscura donde la soberana podía dedicarse a su afición favorita de la fotografía. En la planta baja, con acceso directo al jardín, se instaló el despacho privado de la reina.
Desde los años 50, gracias a la cesión del rey Umberto II, el palacio alberga la embajada y el consulado egipcios. No obstante, hasta 1997 el gobierno egipcio no efectuó la compra del inmueble a la familia Saboya. A pesar de ser un bien cultural, ni el Estado italiano ni el ayuntamiento de Roma mostraron interés en adquirir el edificio.

### ElCasino Pallavicini
El pequeño casino di delizia (palacete de recreo) es uno de los edificios más antiguos de la Villa Ada Saboya. Es una construcción tardobarroca con motivos rocalla, probablemente de mediados del siglo XVIII, que correspondería al originario Casino Calzamiglia anterior a la adquisición de la finca por parte de los Pallavicini en 1785. Posteriormente, y hasta la construcción de la Palazzina Reale, fue la principal vivienda de la propiedad. Actualmente sigue siendo habitada por los Saboya.

### Las caballerizas reales (Scuderie Reali)
Constituyen en realidad tres edificios alineados situados al norte de la Palazzina Reale. Aunque su función era parecida, tanto la cronología como arquitectura de los edificios es distinta.

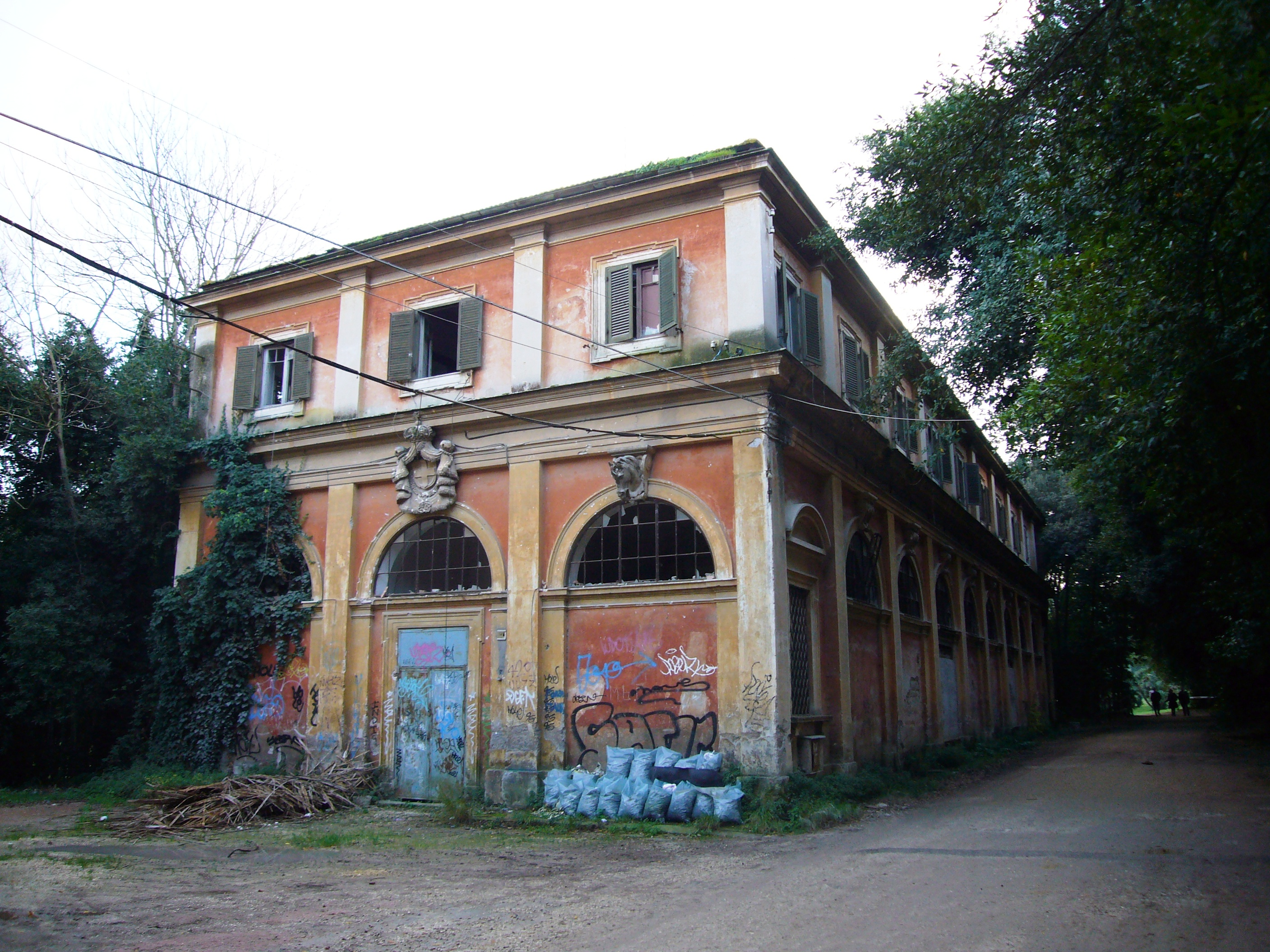
La Scuderia d'agenzia, frustrada sede del Museo del Giocattolo.

El primero de ellos es la Scuderia d'agenzia destinado a los caballos de raza; fue obra del arquitecto de la Real Casa Gennaro Petagna y se terminó en 1874. La obra fue paralela a las más monumentales caballerizas reales construidas por Antonio Cipolla en el palacio del Quirinal entre 1872 y 1876. Arquitectónicamente es el edificio más interesante, con una solemne fachada neoclásica con pilastras animada por cabezas de caballos hechas con estuco y escudos de la casa de Saboya. La planta baja contaba con un gran espacio con doce columnas de hierro fundido (aún conservadas) que delimitaban un total de veinticuatro boxes. En el piso superior había las viviendas de los mozos de cuadra.
Sigue el llamado edificio central, probablemente de la misma época que el anterior, pero con una arquitectura muy sencilla y sin elementos decorativos destacados. La planta baja sirvió de cochera y luego de garaje, como denota la presencia de grandes arcos hoy tapiados; el primer piso se destinó a alojamiento del servicio.
Por último, encontramos el Casale dei Trenatori, es decir el alojamiento de los trenatori, los responsables del tren o los atelajes de los carruajes. Es el edificio más antiguo de los tres, puesto que fue la casa solariega de la antigua finca Barigioni. Habría sido edificada a principios del siglo XVIII y aún conserva su fachada sobria y elegante. La compra de la propiedad por Vittorio Emanuele II en 1872 alteró su función pero no su arquitectura.

### LaCoffee-house

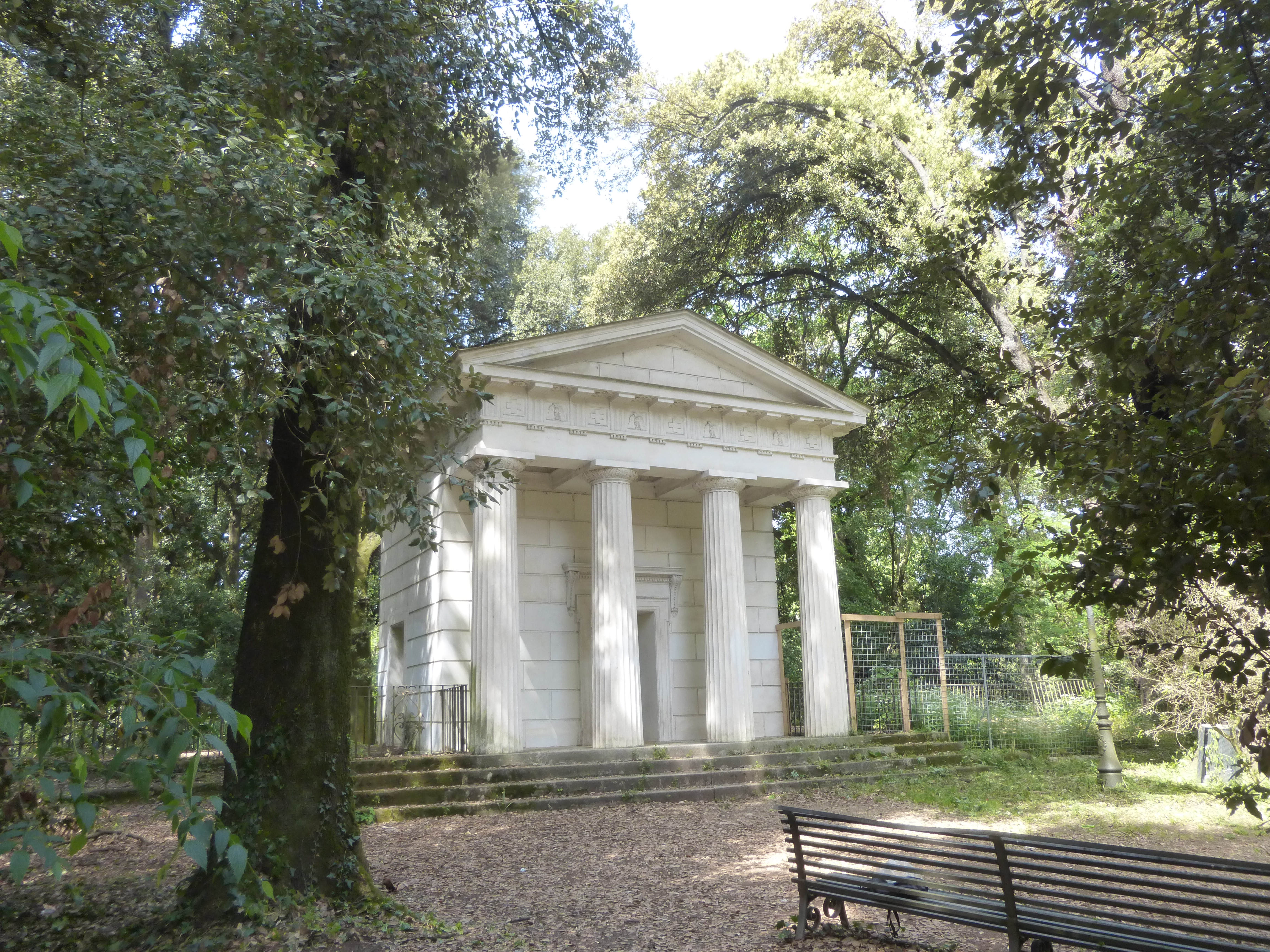
Fachada anterior del Templo de Flora.

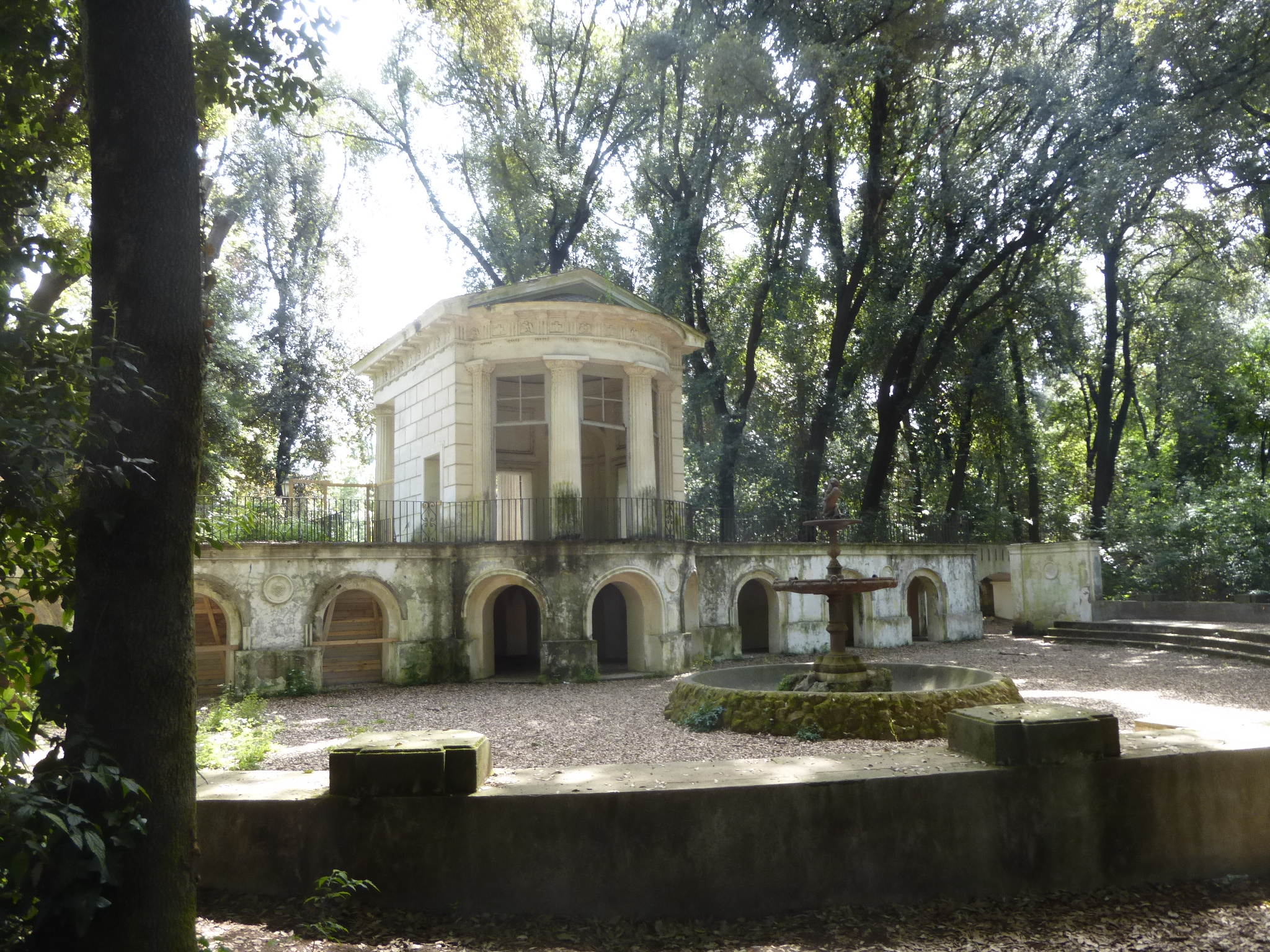
Fachada posterior del Templo de Flora.

También llamado el Templo de Flora, se sitúa al sur del Casino Pallavicini y es uno de los escasos caprichos dieciochescos aún existentes en el parque. Fue edificado por el arquitecto francés Auguste Cheval de Saint Hubert hacia 1790, y está conformado por un pequeño templete dórico de planta absidal que en la parte posterior se abre a un pequeño anfiteatro o jardín amurallado con una fuente en el centro. Su estética es próxima al Templo de Esculapio de la Villa Borghese; mientras que funcionalmente se relaciona con la Coffee House del Quirinal, obra de Ferdinando Fuga en 1744, o la Kaffeehaus de los Jardines de Boboli, es decir, un pabellón de recreo donde tomar café o chocolate.

### El búnker

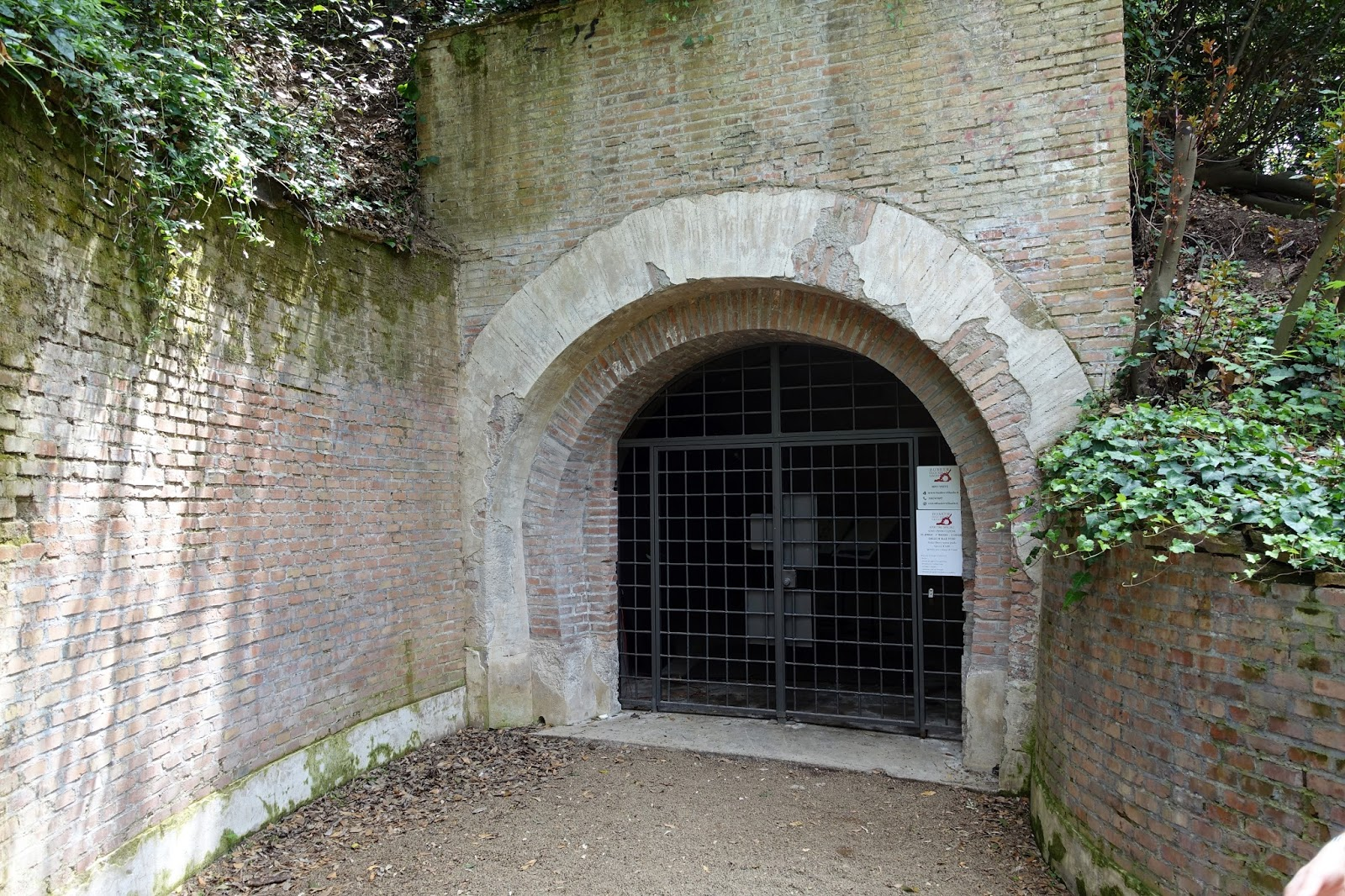
Entrada al búnker de la Villa Ada.

Tras el estallido de la Segunda Guerra Mundial, la familia real utilizó como refugio antiaéreo las bodegas de la villa, fácilmente accesibles mediante trampillas y amuebladas como una sala de estar. No obstante, entre 1941 y 1942, al agravarse la situación, Mussolini dio orden de realizar un nuevo búnker excavado en el banco de tufo, mucho más resistente y más confortable, a pesar de estar a una distancia ligeramente mayor. Para su construcción se utilizaron las mejores técnicas constructivas de la época, capaces de resistir a bombardeos pesados y a un largo período de aislamiento. La estructura estaba, por tanto, dotada de todas las comodidades, de servicios higiénicos, de agua y provisiones, y también de filtrado del aire a través de tomas de aire que emergían de la superficie superior de la estructura.
La entrada principal se encuentra cerca de la primera caballeriza. Se accede al búnker a través de un gigantesco camino de entrada, y de un gran arco de ladrillos cerrado por puertas blindadas. En su interior también se podían albergar vehículos. Cerca de la entrada principal hay una pequeña estructura circular que además de permitir el recambio del aire, servía de salida secundaria de emergencia, mediante la cual se podía subir al parque subiendo unas escaleras de caracol.
Hasta los años sesenta, el búnker todavía contenía el mobiliario original y restos de armamento, pero progresivamente la estructura fue abandonada, y se convirtió en un refugio para los sin techo y lugar sin reglas, tanto que casi todas las paredes interiores fueron vandalizadas con grafitis. Desde abril de 2016, el búnker de la Villa Ada Savoia está restaurado y es visitable gracias al convenio entre el Ayuntamiento de Roma y la Associazione Roma Sotterranea.

### El fuerte delMonte Antenne
El antiguo asentamiento romano de Antemnae fue descubierto en 1819 por Antonio Nibby, pero hasta 1834 no se realizaron los primeros mapas y hasta 1837 las primeras descripciones.
En 1876 los Saboya adquirieron el Monte Antenne y en 1878 se iniciaron las labores de construcción de un fuerte militar, durante las cuales se encontraron más restos arqueológicos. La construcción del fuerte no se pudo realizar hasta 1882, terminádose en 1891. Fue el último de una serie de quince fuertes construidos en los alrededores de Roma a partir de 1876 con el objetivo de defender la nueva capital italiana de un posible ataque francés, como el de 1849. Todos los fuertes se concibieron cerca de las antiguas calzadas romanas y con una morfología común.
El fuerte tiene forma de trapecio semienterrado circundando por un foso, podía albergar entre seiscientos y ochocientos hombres y contaba con tres polvorines y dieciocho cañones. En 1960 el Estado lo cedió al ayuntamiento, y desde el año 2000 se encuentra ocupado y en un avanzado estado de deterioro; la zona ha sido calificada de "vertedero a cielo abierto". Se ha propuesto, sin éxito, transformarlo en hotel, cuartel de los carabineros u hostal para jóvenes, así como revalorizar su arquitectura militar, pero nada se ha hecho por el momento.

## Flora y fauna

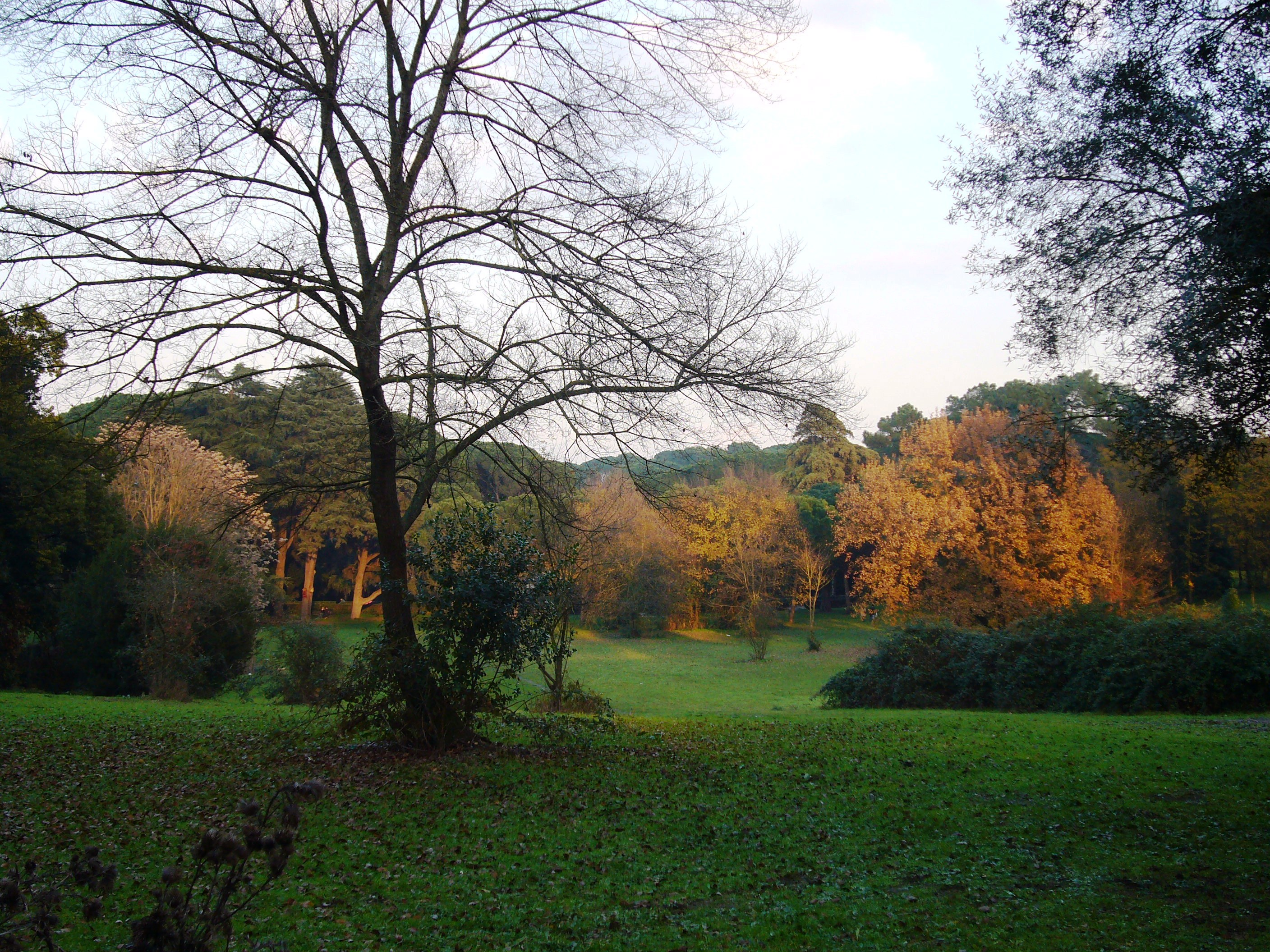
El interior del parque.

El punto central del parque era la Villa Reale, actual sede del consulado egipcio, que muestra claramente las intenciones del último propietario: el parque fue una reserva de caza de la familia Saboya. La zona pública fue dotada de un recorrido anular de unos cuatro kilómetros de longitud, en el interior del cual son posibles atajos transversales, equipado con paneles que ilustran las características de las diferentes zonas.
La fauna es bastante rica, gracias a la amplitud de la zona y a la cercanía al Tíber: hay muchas ardillas, y también topos, erizos, conejos, puercoespines y ricas comunidades de pájaros, incluidos los loros, una colonia abundante que vive sobre todo cerca de la antigua Villa Reale.
El territorio está arbolado al 80 %, mientras que el restante 20 % es a vegetación herbácea (prados, arbustos). La flora es extremadamente variada, y es predominantemente de origen antrópica. La especie prevalente es el pino piñonero, que caracteriza en general todo el paisaje de Roma. Además, hay muchas especies autóctonas o de antigua naturalización como encinas, laureles, olivos, olmos, arces, álamos y muchas variedades de Quercus, pero también muchas especies no autóctonas, como árboles tropicales y palmeras, insertadas con un objetivo ornamental. En la villa se encuentran además grandes individuos arbóreos, colocados de manera que constituyen puntos focales del paisaje. En el interior de la villa hay también una rarísima metasecuoya, una conífera acuática importada del Tíbet en 1940.

## En la cultura de masas

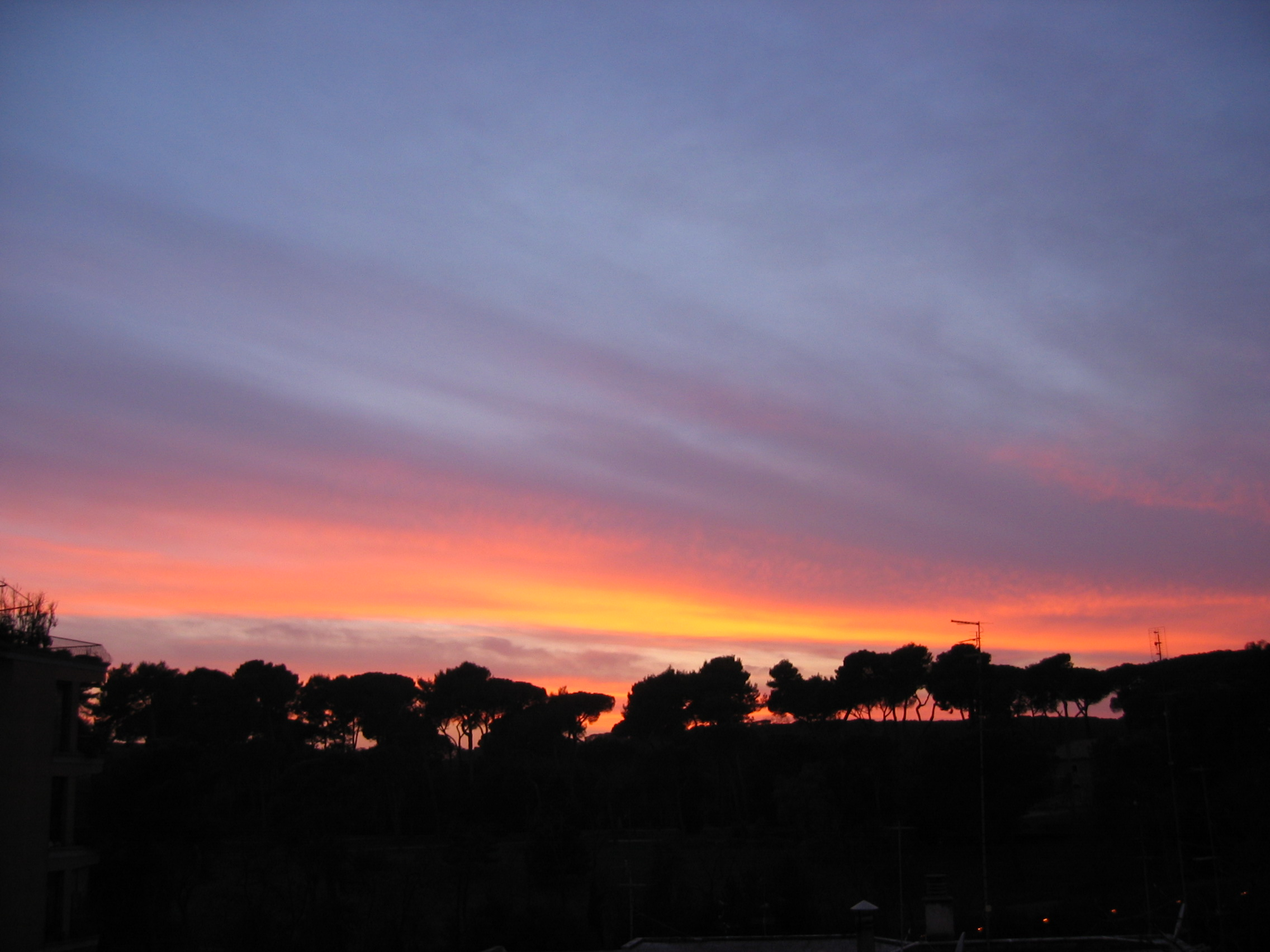
Atardecer en la Villa Ada.

En el parque de la villa se grabó una película, Villa Ada, dirigida por Pier Francesco Pingitore en 2000. La película cuenta una maraña de historias y personajes que se desarrollan durante un domingo de primavera en el parque. Gran parte de la novela de Niccolò Ammaniti titulada Che la festa cominci discurre en el interior del parque de la Villa Ada. Asimismo, la villa también da nombre a un grupo musical reggae, los Villa Ada Posse.
A partir de 1994, cada año en verano se realiza, en el lago de la villa, Roma incontra il mondo, una serie de conciertos de world music organizados por ARCI en colaboración con el Ayuntamiento de Roma, con el objetivo de llevar a cabo iniciativas a favor de la paz y de la integración multicultural y contra la guerra, el racismo, la globalización y la pena de muerte. No obstante, varias asociaciones ambientalistas se oponen a este uso de la villa a causa de los riesgos que supone para el patrimonio vegetal.
En la villa también es famoso el original pratone de Villa Ada y su gemelo más íntimo, el contropratone, meta de los hippies desde hace más de veinte años. El espíritu de la villa se ha ido desvaneciendo un poco en los últimos años, pero su eco todavía se escucha.